# قراغیل
قراغیل یکی از روستاهای استان آذربایجان شرقی است که در دهستان تیمورلو بخش گوگان شهرستان آذرشهر واقع شده‌است. روستای قراغیل مهمترین  مهد کاشت و فراوری سیر در ایران  است  از قدیم  کاشت سیر در این روستا  رواج داشته سابقه طولانی  در کشت سیر  در ایران است.این روستا 2486 نفر جمعیت دارد .
سیر روستای قراغیل :
سیر قراغیل ، یکی از مهم ترین و شاید اصلی ترین منبع درامد مردم روستای قراغیل و شهر و روستا های اطراف است به برکت کاشت سیر توسط مردم این روستا در مناطق مختلف از جمله شهرستان های عجب شیر ، آذرشهر ، پارس آباد مغان ، شاهین دژ و مناطق مختلف و فرآوری آنها و سورتینگ سیر در خود روستا علاوه بر کار آفرینی برای مردان و زنان غیور روستا برای عده زیادی از مردم شهرو روستا های دور و نزدیک نیز شغل مناسبی فراهم شده است که بیشتر مربوط به بخش برداشت محصول و فراوری و بسته بندی آن میشود . که از اول بهار شروع شده تا اوایل زمستان ادامه میابد.